# Castello ducale Cantelmo
Il castello Cantelmo si trova alle pendici del monte Morrone al di sopra del centro storico di Popoli Terme, in provincia di Pescara.

## Storia

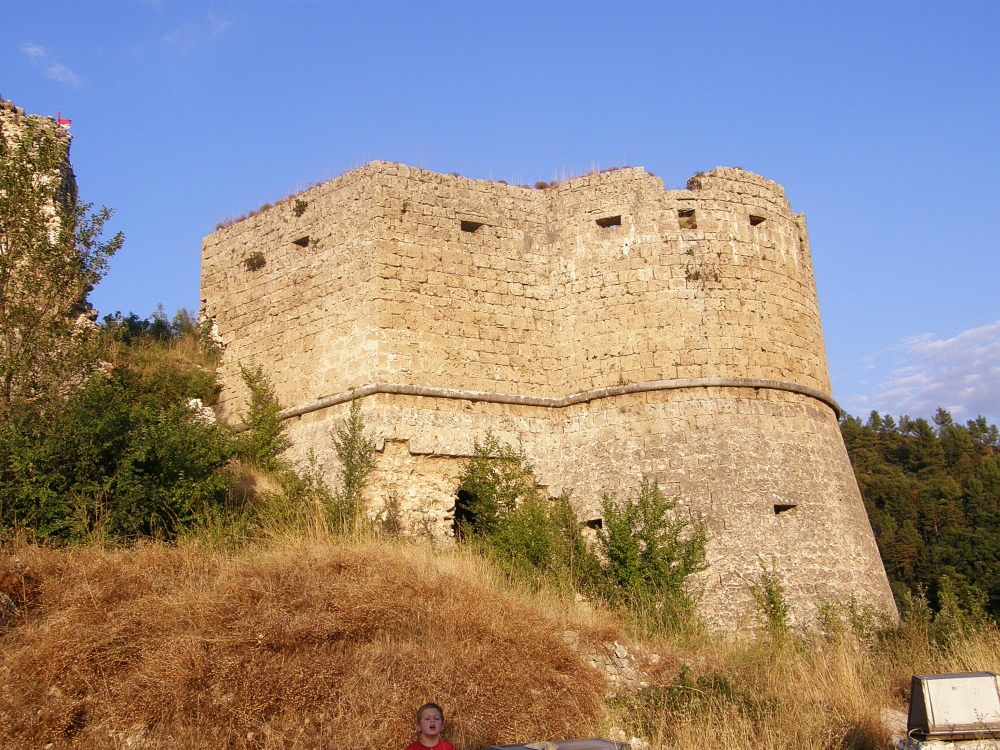
Castello di Popoli Terme

Il castello fu costruito attorno a una torre longobarda esistente già dal IX secolo, a guardia del passo delle gole di Popoli, a protezione dell'abbazia di San Clemente a Casauria. L'impianto triangolare delle mura come oggi è visibile, fu realizzato tra il 1000 e il 1015 dal vescovo di Valva Tidolfo, ma venne profondamente trasformato alla fine del XV secolo dai Cantelmo, divenuti feudatari nel 1269 e che lo ressero fino al XVII secolo. Nella metà del 1000 il castello fu usurpato dal conte di Manoppello Ugo Malmozzetto, che impose un controllo netto sulla vallata, per conto di Roberto I di Loritello, e lo affidò a un suo luogotenente. Si racconta nel Chronicon Casauriense una sorta di aneddoto, in cui il conte Ugo, uomo spregiudicato e assetato di potere, fu attirato nel 1097 con l'inganno presso il castello, noto nei documenti come "Castrum Pauperim", da una principessa del vicino fortino di Prezza; e di come il conte Ugo fosse stato catturato e ucciso dai fratelli di lei, che erano venuti a tendere l'imboscata.
Il castello fu la residenza dei Cantelmo fino al 1480, quando si trasferirono nel Palazzo Ducale di Popoli Terme. Negli anni del dominio Cantelmo, giunti nel 1269 in Abruzzo al seguito di Carlo I d'Angiò, il castello fu ristrutturato soprattutto nell'epoca aragonese, dopo il terremoto del 1456: ne è un esempio il torrione sud a pianta cilindrica, mentre la torre pentagonale, il cosiddetto maschio superiore, veniva modificato dall'aspetto antico pentagonale irregolare.
Il castello per impianto somigliava ad altre fortezze normanne abruzzesi dell'aquilano, come i castelli di Bominaco, San Pio delle Camere, Barisciano, Stiffe. Inizialmente il recinto triangolare accoglieva la popolazione in difesa da attacchi, successivamente dal XIII-XIV secolo, quando l'abitato di Popoli Terme si sviluppò a valle, la porzione più antica è quella compresa tra le chiese di San Lorenzo e la Santissima Trinità, il castello perse sempre più la sua funzione strategica.
Infatti i Cantelmo, con il conte Restaino, si trasferiranno presso il palazzo ducale omonimo, con il bel loggiato rinascimentale, posto tra via Cavour (ex via del Colle) e piazza Regina Margherita (oggi della Libertà), il cui complesso come una sorta di trapezio si apre verso la scalinata delle chiese "gemelle".
Il castello fu danneggiato seriamente dal terremoto del 1706, e non ristrutturato. In incisioni ottocentesche si vede come sopravvivesse ancora un loggiato rinascimentale, poi perduto. Col terremoto del 2009 si è reso necessario un intervento serio di consolidamento, con la ristrutturazione delle torri, terminata tra il 2012 e il 2015 e con la riqualificazione del percorso di salita, dal borgo di Popoli Terme, percorso già tracciato negli anni venti dal celebre ingegnere Corradino D'Ascanio.

## Architettura
La fortificazione domina la strada statale Tiburtina al di sopra di Popoli Terme. È un "castello-recinto" simile ad altri della vicina provincia dell'Aquila, come San Pio delle Camere, Barisciano o Fossa.
La pianta delle mura è triangolare e al vertice più alto del triangolo si trova l'originale torre d'avvistamento pentagonale, mentre più in basso si trovano una torre a pianta quadrata e un torrione cilindrico costruiti successivamente. Il torrione cilindrico, in particolare è rinascimentale, fatto costruire dal conte Restaino IV Cantelmo.
Il castello, i cui ruderi sono stati restaurati recentemente, è visitabile.